# Не могу сказать «прощай»
«Не могу́ сказа́ть „проща́й“» — советский полнометражный мелодраматический художественный фильм режиссёра Бориса Дурова, премьера которого состоялась 24 августа 1982 года.
В год выхода на экраны страны фильм стал одним из лидеров советского кинопроката (четвёртое место), и его посмотрели 34 миллиона зрителей.
Съёмки картины проходили в городе Серпухове Московской области.

## Сюжет
Скромная и неприметная Лида Тенякова знакомится с Сергеем Ватагиным, и он сразу западает ей в душу. Сергей проводит с ней ночь, но потом быстро переключается на блондинку Марту — мечту всех местных мужчин.
Сергей и Марта играют свадьбу. Обиженная Лида несколько раз сознательно проезжает на грузовике мимо жениха и невесты, обливая их грязью. Она, не помня себя, уезжает, нарушая правила дорожного движения и создавая аварийные ситуации. Её нагоняет сержант ГАИ Василий, с которым у неё позже начинается роман. Сергей и Марта уезжают к матери Сергея в деревню. Друг детства Михаил — директор леспромхоза — уговаривает молодожёнов остаться работать у себя, обещая большие заработки.
Однажды в сильный туман директор выгоняет рабочих на лесосеку, хотя валить лес в такую погоду прямо запрещено по правилам техники безопасности. Марта поддерживает директора, и разгневанный Сергей выходит на работу один, без напарника, который отказался работать. Он валит деревья, но из-за тумана вовремя не замечает падающее на него дерево. Удар задевает позвоночник, что приводит к инвалидности. Марта ухаживает за прикованным к постели мужем. Между супругами начинается разлад, у Сергея постоянно плохое настроение. В разговоре с Михаилом он соглашается взять вину на себя и спасает своему бывшему другу карьеру. В итоге Марта не выдерживает и бросает мужа, вернувшись в город.
Лида, узнав от своей соперницы Марты при случайной встрече с ней на городской дискотеке о беде, случившейся с Сергеем, бросает всё в городе и едет к любимому мужчине, чтобы остаться с ним навсегда, несмотря на то, что Василий, готовый на всё ради своей избранницы, делает ей предложение. Она поселяется в доме у Сергея и устраивается на работу в леспромхоз.
Сергей совсем не рад приезду своей бывшей возлюбленной, он уже готов покончить с собой передозировкой сильнодействующего обезболивающего, но Лида просит тогда оставить для неё половину, говоря, что не хочет жить без него. Услышав это, Сергей передумывает. Постепенно он возвращается к жизни, делает гимнастику, занимается столярным делом, резьбой по дереву, ведёт уроки по трудовому воспитанию у школьников. 
Василий находит Сергея и просит отпустить его возлюбленную. Тот заявляет, что не против, однако сам понимает, что говорит неправду. Убедить Лиду уехать с ним Василию не удаётся, тогда он предлагает ей помощь. Лида сообщает, что нужна коляска. Василий сдерживает своё обещание и привозит инвалидную коляску. Сергей благодарит Василия и говорит ему, что хотел бы иметь такого друга. 
Марта после отпуска приезжает в деревню, но, увидев смеющихся Сергея и Лиду, стыдливо скрывается в кустах. Лида сообщает Сергею, что у них будет ребёнок. Обрадованный этой новостью Сергей встаёт на ноги.

## В ролях
- Сергей Варчук — Сергей Иванович Ватагин
- Анастасия Иванова — Лидия Григорьевна Тенякова
- Татьяна Паркина — Марта, жена Сергея, бухгалтер
- Софья Павлова — Евдокия Семёновна, мать Сергея
- Александр Коршунов — Василий Михайлович, сотрудник ГАИ
- Сергей Минаев — певец на танцплощадке
- Александр Савченко — Михаил, друг детства Сергея, директор лесохозяйства
- Клавдия Козлёнкова — гостья на свадьбе
- Владимир Антоник — Константин, друг Сергея
- Татьяна Чернопятова (Микрикова) — Татьяна, жена Михаила
- Светлана Дирина — Валентина, жена Константина
- Раиса Куркина — Надежда Ивановна, врач
- Алексей Дроздов — Антон Петрович, смотритель краеведческого музея
- Николай Сахаров — Валентин, приятель Сергея
- Валерий Войтюк — Витёк, напарник Сергея
- Елена Санько (Москаленко) — соседка Сергея
- Лилия Макеева (Гейст) — Екатерина

## Съёмочная группа
- Автор сценария: Лилия Неменова
- Режиссёр: Борис Дуров
- Оператор: Александр Рыбин
- Композитор: Евгений Геворгян